# The Time of the Assassins
The Time of the Assassins es el álbum debut del bajista de The Strokes Nikolai Fraiture bajo el nombre de Nickel Eye.
Fue lanzado por el sello discográfico Rykodisc el 27 de enero de 2009.

## Lista de canciones
Todas las canciones escritas y compuestas por Nikolai Fraiture excepto Hey, That's No Way to Say Goodbye, de Leonard Cohen. 
| N.º   | Título                              | Duración |  |
| 1.    | «Intro (Everytime)»                 | 2:47     |  |
| 2.    | «You and Everyone Else»             | 3:39     |  |
| 3.    | «Back from Exile»                   | 3:32     |  |
| 4.    | «Fountain Avenue»                   | 2:57     |  |
| 5.    | «This Is the End»                   | 2:38     |  |
| 6.    | «Dying Star»                        | 3:12     |  |
| 7.    | «Brandy of the Damned»              | 2:59     |  |
| 8.    | «Providence, RI»                    | 2:58     |  |
| 9.    | «Where the Cold Wind Blows»         | 3:51     |  |
| 10.   | «Another Sunny Afternoon»           | 3:51     |  |
| 11.   | «Hey, That's No Way to Say Goodbye» | 3:17     |  |
| 35:39 |                                     |          |  |

## Personal
- Nikolai Fraiture - Voz, guitarra, bajo eléctrico, contrabajo (pista 9), armónica (pistas 4 y 10)
- Joel Cadbury - Guitarra de acero (pista 8)
- Jamie McDonald - Guitarra adicional y solo (pista 7)
- Brett Shaw - Batería (en todas las pistas excepto 6 y 10)
- Regina Spektor - Piano (pista 9)
- Nick Zinner - Guitarra (pista 6)
- Jack Dishel - Coros (pista 1 y 6)
- Jesse Wallace - Batería (pistas 6 y 10)